# Aphyosemion decorsei
Aphyosemion decorsei is een straalvinnige vissensoort uit de familie van de killivisjes (Nothobranchiidae). De wetenschappelijke naam van de soort is voor het eerst geldig gepubliceerd in 1904 door Jacques Pellegrin.
Deze soort werd verzameld op een wetenschappelijke en economische missie naar de Chari en het Tsjaadmeer onder leiding van Auguste Chevalier. Ze is genoemd naar dr. Decorse, die de vissen verzamelde op de missie. De vindplaats is "Bessou" op de Ubangi.